# Politisches System der Niederlande

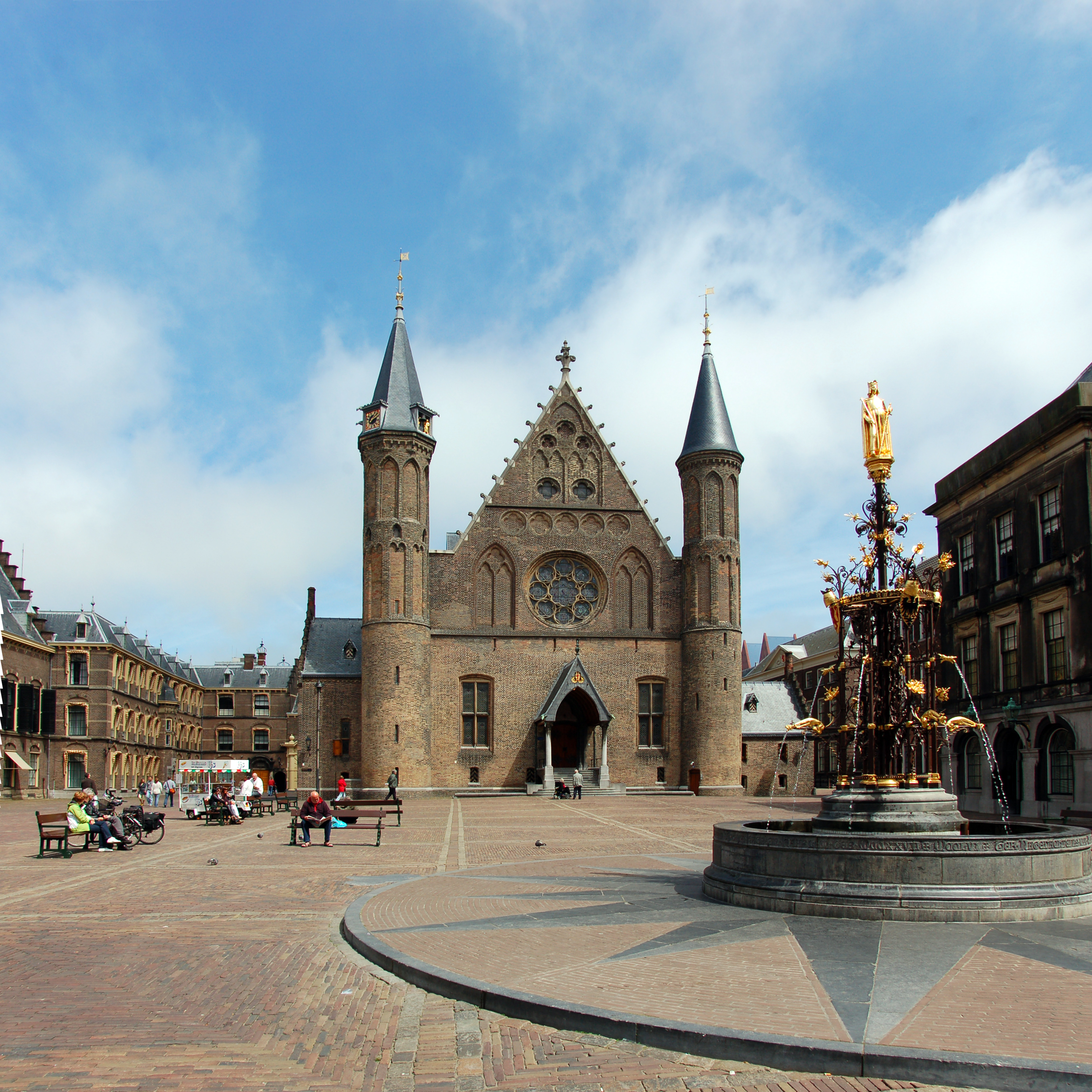
Der Binnenhof in Den Haag, das politische Zentrum der Niederlande. Der Rittersaal dient gemeinsamen Sitzungen von Erster und Zweiter Kammer.

Das politische System der Niederlande ist vom System der parlamentarischen Demokratie bestimmt, in dem Parteien eine große Rolle spielen. Das Parlament ist in zwei Kammern aufgeteilt: Die Erste Kammer wird von den Provinzparlamenten gewählt, die Zweite Kammer vom Volk. Letztere ist die eigentliche nationale Volksvertretung. Die Kräfteverhältnisse zwischen den Parteien dort sind ausschlaggebend dafür, wie sich die Regierung zusammensetzt.

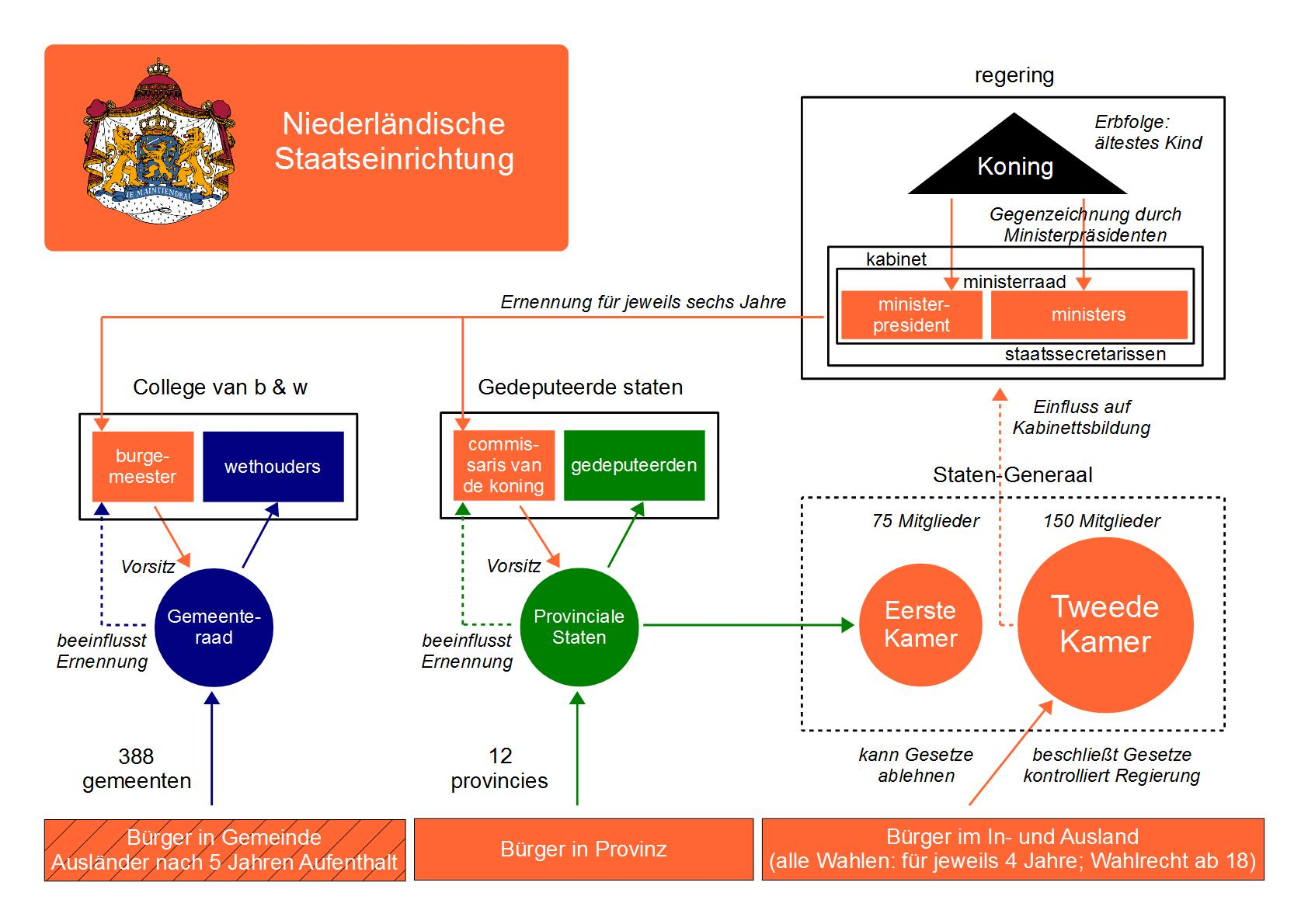
Einrichtung des niederländischen Staates

Die wichtigsten historischen Meilensteine waren, nach der Gründung des heutigen Staates 1815, die Einführung der Ministerverantwortlichkeit in der Verfassung 1848 und das allgemeine Wahlrecht (mit Verhältniswahl) 1918. Seit den 1960er- und 1970er-Jahren, als die Verzuiling (die gesellschaftliche Trennung nach sozialkulturellen Milieus) sich abschwächte, sind die Wahlergebnisse oftmals sehr schwankend.

## Königreich der Niederlande
Das Königreich der Niederlande ist ein staatsrechtliches Gebilde in Europa und Amerika. Es besteht aus vier Ländern. Neben den europäischen Niederlanden sind dies die karibischen Inseln Curaçao, Aruba und Sint Maarten. Grundsätzlich regelt jedes dieser vier Länder seine Angelegenheiten selbst. Angelegenheiten, die durch Reichsgesetze für das gesamte Reich geregelt werden, sind insbesondere Äußeres, Verteidigung, Staatsangehörigkeit und Auslieferungen sowie Seeschifffahrt.
Die nach Einwohnerzahl und Wirtschaftskraft stark dominierenden Niederlande sind auch juristisch in einer sehr dominanten Position. Die niederländischen Generalstaaten (das Parlament) verabschieden die Reichsgesetze. Bijzondere gedelegeerden („Besondere Delegierte“) der anderen drei Länder haben nur Rederecht bei der Behandlung des Entwurfs eines Reichsgesetzes, das ihr Land betrifft, und können hierzu Änderungsanträge stellen.
Der Rijksministerraad besteht aus den niederländischen Ministern sowie aus je einem Bevollmächtigten jedes der drei anderen Länder. Beschließt die Zweite Kammer den Entwurf eines Reichsgesetzes trotz Einspruchs eines Bevollmächtigten Ministers mit weniger als drei Fünftel der Stimmen, wird die parlamentarische Behandlung unterbrochen für eine Behandlung des Gesetzentwurfs im Ministerrat. Außerdem kann ein bevollmächtigter Minister unter bestimmten Voraussetzungen erreichen, dass ein Reichsgesetz für sein Land nicht gilt. Über Reichsangelegenheiten, die ausschließlich die Niederlande betreffen, entscheiden diese allein.

## Allgemeine Charakterisierung
Politikwissenschaftlich gesehen sind die Niederlande eine parlamentarische Demokratie, jedoch staatsrechtlich eine konstitutionelle Monarchie. In der niederländischen Verfassung kommt das Wort „Demokratie“ nicht vor, die Frage der Souveränität wird nicht beantwortet. Der König gehört der Regierung an und bestellt die Minister, ohne dass das Parlament darauf offiziell Einfluss hat. Tatsächlich aber hat sich um 1866 das parlamentarische Prinzip durchgesetzt, das heißt, dass der König de facto nur Minister ernennt, die von einer Parlamentsmehrheit gestützt werden. Auf dem Demokratieindex, der von der Zeitschrift The Economist herausgegeben wird, erreichten die Niederlande im Jahre 2019 den elften Platz.
Die Niederlande sind ein dezentralisierter Einheitsstaat. Die Provinzen sind Verwaltungseinheiten mit Selbstverwaltungsorganen, es wird ihnen kein Staatscharakter zugesprochen. Unterhalb der Provinzen gibt es als dritte und unterste Ebene im vertikalen Staatsaufbau die Gemeinden. Die Vorsteher der Provinzen (Kommissare des Königs) und Gemeinden (Bürgermeister) werden vom Innenminister ernannt. Nach dem großen liberalen Staatsreformer des 19. Jahrhunderts spricht man vom Huis van Thorbecke (Haus von Thorbecke).
Der niederländische Staatsbürger hat auf den drei Ebenen jeweils eine Wählerstimme: für einen Kandidaten zur Zweiten Kammer, für einen Kandidaten zu den Provinzialstaaten und für einen Kandidaten zum Gemeinderat. Außerdem gibt es eine besondere Verwaltungsebene, die waterschappen, die ebenfalls gewählt werden. Hinzu kommt die Stimme für einen Kandidaten zum Europäischen Parlament. Das Europäische Parlament dürfen alle EU-Bürger in den Niederlanden mitwählen, den Gemeinderat auch andere Ausländer.
| Ebene              | Volksvertretung                                                  | Regierung |
| ------------------ | ---------------------------------------------------------------- | --- |
| Niederlande        | Staten-Generaal, bestehend aus der Ersten und der Zweiten Kammer | Regering: – Kroon (Erbrecht) – Ministers (durch Krone ernannt)                                                                                         |
| 12 Provinzen       | Provinciale Staten                                               | Gedeputeerde Staten: – Commissaris van de Koning (vom Innenminister eingesetzt) – drei bis sieben gedeputeerden (gewählt durch Provinciale Staten)     |
| über 300 Gemeinden | Gemeenteraad                                                     | College van burgemeester en wethouders: – Burgemeester (vom Innenminister eingesetzt) – mindestens zwei wethouders (gewählt durch den Gemeinderat)     |
| 21 Waterschappen   | Algemeen bestuur                                                 | Dagelijks bestuur bzw. college van dijkgraaf en heemraden: – Dijkgraaf (vom Innenminister eingesetzt) – heemraden (gewählt durch das algemeen bestuur) |

## Staatsoberhaupt und Regierung
In den Niederlanden besteht die Regierung offiziell aus dem König und den Ministern. Der König ist der ständige Teil der Regierung (formell der Regierungschef), die Minister sind der nichtständige Teil. Die Regierung im Sinne der ausführenden Gewalt im Staat heißt overheid (wörtlich: Obrigkeit).
Siehe auch: Liste der niederländischen Ministerpräsidenten, Liste der Regierungen der Niederlande, Liste der Herrscher der Niederlande

### König

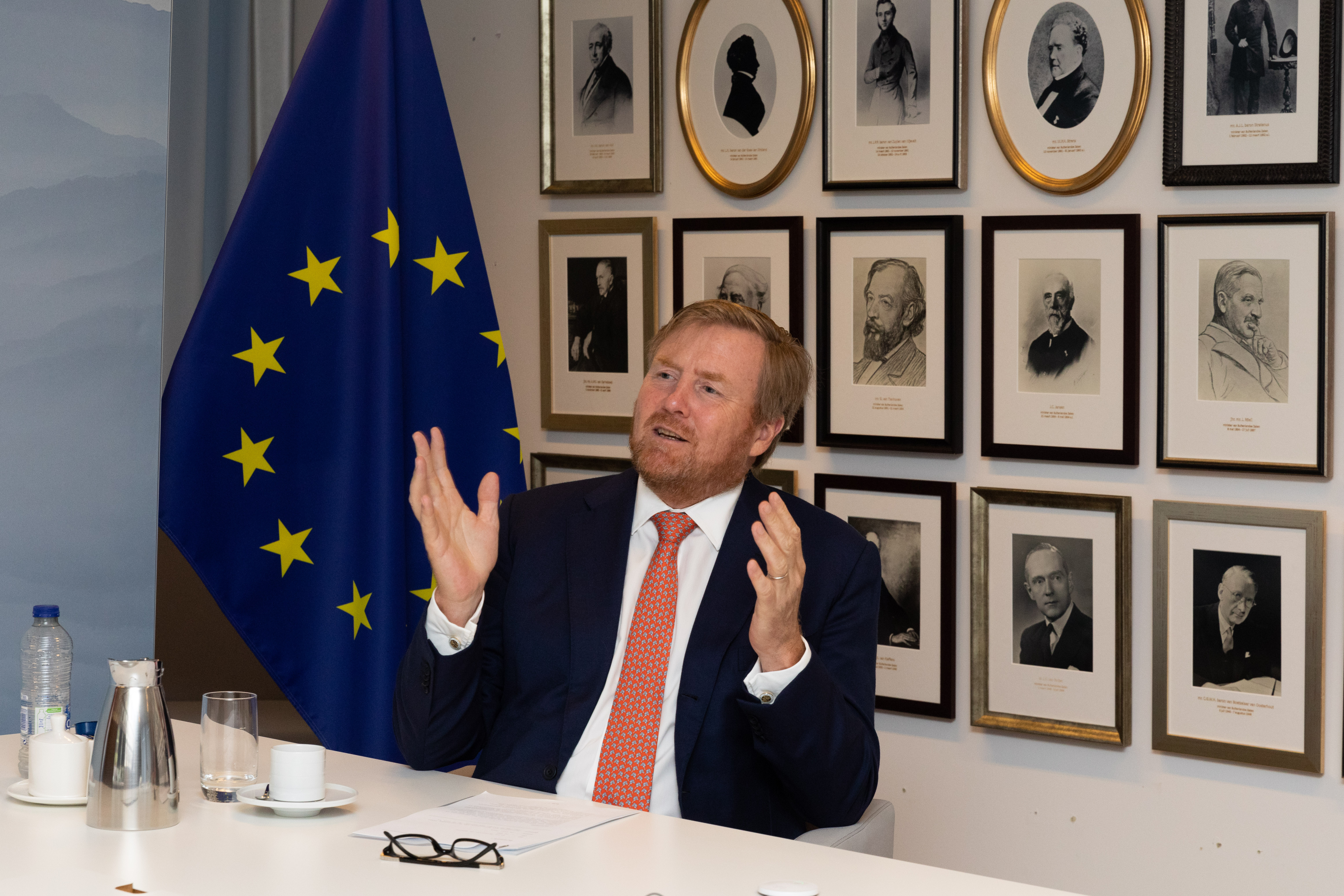
Willem-Alexander von Oranien-Nassau, König der Niederlande seit 2013

Die Krone ist seit 1815 erblich im Haus Oranien-Nassau, als das Königreich der Niederlande mit Wilhelm I. gegründet wurde. Verfassungsrechtliche Dokumente sprechen oftmals vom vorst (Fürsten). König und damit Staatsoberhaupt ist seit 30. April 2013 König Willem-Alexander.
Der Monarch muss Gesetze unterzeichnen, damit sie in Kraft treten können (mit einigen Ausnahmen). Eine Verweigerung der Unterschrift hat es aber noch nie gegeben. Der König kann beide Kammern des Parlamentes auflösen. In der Praxis wird aber lediglich die Zweite Kammer aufgelöst, in aller Regel nach dem Bruch einer Regierungskoalition. Amtshandlungen des Königs, wie die Unterzeichnung von Gesetzen oder königliche Beschlüsse (zum Beispiel die Parlamentsauflösung, Rechtsverordnungen) müssen durch mindestens einen Minister oder Staatssekretär gegengezeichnet sein. Die Ernennung und Entlassung von Ministern und Staatssekretären ist vom Ministerpräsidenten gegenzuzeichnen. In seiner Arbeit unterstützt wird er vom Kabinett des Königs.

### Ministerrat

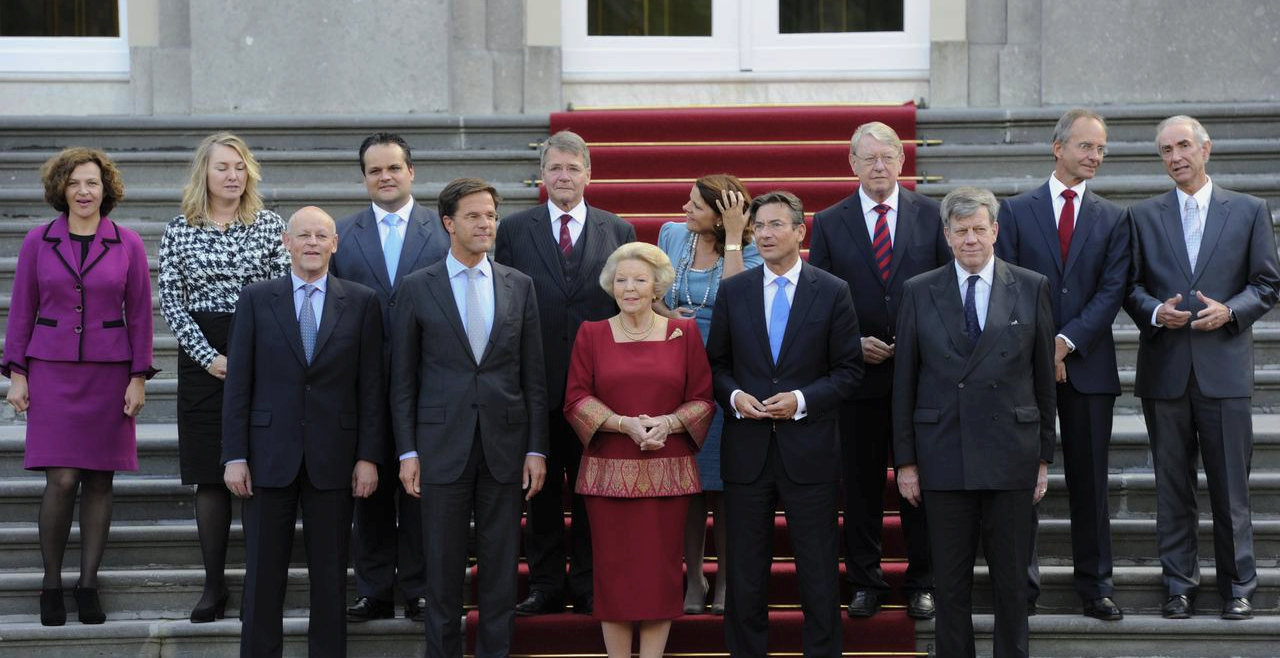
Sogenannte bordesscene, mit Königin und Ministern. Hier die bordesscene von 2010 mit dem neuen Ministerpräsidenten Mark Rutte (VVD) und der damaligen Königin Beatrix.

Die Regierung besteht aus dem König (dem sogenannten Ständigen Teil der Regierung) und den Ministern. Der Ministerpräsident und die übrigen Minister sowie Staatssekretäre (die nicht unbedingt ernannt werden müssen) werden vom König ernannt und entlassen. Die Regierung ohne den König heißt Ministerrat oder auch Kabinett. Die Kabinettssitzungen finden ohne Anwesenheit des Königs statt, der Ministerpräsident erstattet diesem aber einmal wöchentlich Bericht. Das Verbindungsbüro zwischen König und Ministerpräsident heißt Kabinet van de Koning und ist nicht mit dem eigentlichen Kabinett zu verwechseln. Ein Misstrauensvotum kennt die Verfassung nicht. Jedoch gilt die ungeschriebene Regel, dass der Ministerrat oder auch ein einzelner Minister zurücktritt, wenn ihm die Zweite Kammer das Misstrauen ausspricht.
Die Position des Ministerpräsidenten gilt als eher schwach, vor 1983 wurde er in der Verfassung nicht einmal erwähnt. Von den übrigen Ministern hebt ihn rechtlich nur ab, dass die Ernennung und Entlassung der übrigen Minister und der Staatssekretäre seiner Gegenzeichnung bedarf. Erst 1937 erhielt der Ministerpräsident mit dem Ministerium für Allgemeine Angelegenheiten einen eigenen Apparat, zuvor war der faktische Regierungschef normaler Fachminister. Der Titel minister-president wurde 1945 eingeführt.

### Informateur und Formateur
Obwohl die Verfassung dies nicht vorsieht, ist es seit 1918 üblich, dass der Ministerrat nach einer Wahl zur Zweiten Kammer zurücktritt und eine neue Regierung gebildet wird. Die Regierungsbildung ist stark institutionalisiert. Folgende Vorgehensweise hat sich herausgebildet:
- In einer ersten Phase erstellt die Vorsitzende der Kammer einen Erkundungsauftrag. Grundlage dafür sind Gespräche mit den Fraktionsvorsitzenden. Die größte Fraktion macht einen Vorschlag für einen (oder mehrere) verkenner. Daraufhin beauftragt die Kammervorsitzende den verkenner damit, mit den Kammerfraktionen zu sprechen, welche politischen Ziele sie verfolgen, und welche Fraktionen zusammenarbeiten können. Der verkenner schreibt einen Bericht, der in der Kammer diskutiert wird.
- In einer Informationsphase ernennt die Kammervorsitzende einen informateur, der mit denjenigen Fraktionsführern spricht, die eventuell eine Koalition bilden wollen. Ein Entwurf für ein Koalitionsabkommen wird erstellt, und die möglichen Posten werden verteilt.
- Ein formateur erhält dann den Auftrag für die eigentliche Regierungsbildung. Dabei handelt es sich normalerweise bereits um den künftigen Ministerpräsidenten. Die konkreten Kandidaten für die Regierungsposten werden ausgewählt und gescreent. Nach weiteren Vorbereitungen und Absprachen überreicht der formateur der Kammervorsitzenden seinen Abschlussbericht.

Danach ernennt der König den Ministerpräsidenten und auf dessen Vorschlag hin die Minister und Staatssekretäre. Bis 2012 berichtete man nicht der Kammervorsitzenden, sondern dem König. Dies wurde geändert, um den Verdacht auszuräumen, dass der König hinter den Kulissen Einfluss auf die Politik ausübt. Der König soll als Staatsoberhaupt überparteilich bleiben und hat auch keinen demokratischen Regierungsauftrag.
Normalerweise dauert die Regierungsbildung etwa zwei bis vier Monate. Am längsten brauchte man nach den Wahlen von 1972 (163 Tage, → Kabinett Den Uyl), 1977 (208 Tage, → Kabinett Van Agt I), 2023 (223 Tage, → Kabinett Schoof), 2017 (226 Tage, → Kabinett Rutte III) und 2021 (299 Tage, → Kabinett Rutte IV). Besonders kurze Zeit, etwa sieben Wochen, brauchte Mark Rutte, um nach der Wahl im September 2012 am 5. November (erneut) zum Ministerpräsidenten ernannt zu werden.

### Staatsrat
Der König ist Vorsitzender des Staatsrates, des Raad van State. Ihm gehören (sofern volljährig) auch sein voraussichtlicher Nachfolger und eventuell weitere Mitglieder des königlichen Hauses an. Die Mitglieder des Königshauses haben aber kein Stimmrecht. Der König ernennt bis zu 28 weitere Mitglieder auf Lebenszeit. Die faktische Leitung des Staatsrates liegt beim Vizepräsidenten. Die meisten Mitglieder des Staatsrates sind Juristen und rekrutieren sich aus ehemaligen Politikern, hohen Beamten und Hochschullehrern. Eine Abteilung des Staatsrats fungiert als höchste Verwaltungsgerichtsinstanz.
Vier weitere, nach Politikfeldern gegliederte, Abteilungen des Staatsrats nehmen eine Gutachterfunktion wahr. Sämtliche Gesetzentwürfe (mit Ausnahme des Haushalts) und Rechtsverordnungen werden vom Staatsrat begutachtet, sowohl inhaltlich als auch juristisch. Die juristische Prüfung ist deshalb bedeutsam, weil es keine Verfassungsgerichtsbarkeit gibt. Ist der König nicht in der Lage, sein Amt auszuüben, nimmt der Staatsrat bis zur Einsetzung eines Regenten dessen Aufgaben wahr.

### Koalitionen
In den Niederlanden wird üblicherweise eine Regierungskoalition gebildet, die eine absolute Mehrheit in der Zweiten Kammer hat. Minderheitskabinette gab es normalerweise nach einem Koalitionsbruch bis zur nächsten Regierungsbildung, dennoch regierte 2010 bis 2012 von Anfang an ein Minderheitskabinett (VVD-CDA), dass von einer weiteren Fraktion (PVV) parlamentarisch toleriert wurde.
Lange Zeit gab es zwei bis drei relativ große Volksparteien (CDA, PvdA, VVD), und bei Wahlen änderten sich die Kräfteverhältnisse nur relativ wenig. Darum hatte die Koalition normalerweise auch eine Mehrheit in der Ersten Kammer. Das hat sich seit 2010 geändert; seitdem passiert es oft, dass eine Koalition sich eine Mehrheit in der Ersten Kammer für jeden Gesetzentwurf neu suchen muss. Damit ein Entwurf Gesetz werden kann, braucht es eine Mehrheit in beiden Kammern. Koalitionen bestanden seit 1994 meist aus drei verschiedenen Parteien und seit 2017 aus vier.
Die größte Fraktion stellt normalerweise den Ministerpräsidenten. Allerdings kam es in der Vergangenheit wiederholt vor, dass die größte Fraktion in der Opposition blieb oder auch, dass nicht die größte Regierungsfraktion den Ministerpräsidenten stellte. Das lag daran, dass die Christdemokratie lange Zeit (bis 1977/1980) aus drei verschiedenen Parteien bestand. Außerdem wurde im Juli 2024 Dick Schoof erster parteiloser Ministerpräsident seit 1918, da die Koalitionspartner keinen PVV-Politiker als Ministerpräsidenten sehen wollten.
Von 1918 bis 2010 waren die Christdemokraten fast immer in der Regierung vertreten und stellten meistens den Ministerpräsidenten. Dabei bevorzugten die bis 1980 drei christdemokratischen Parteien meist die liberale VVD als Koalitionspartner. Die Sozialdemokraten von der PvdA, traditionell die zweitstärkste Kraft, waren in jener Epoche viermal in der Regierung beteiligt, dreimal war der Ministerpräsident Sozialdemokrat (1948–1958, 1973–1977, 1994–2002).
Bei den Wahlen 2010 und besonders 2012 kamen VVD und PvdA als mit Abstand größte Parteien aus dem Urnengang, während der CDA auf den Rang einer eher kleineren Partei abstürzte. Bei der Wahl 2017 stürzte die PvdA drastisch ab, während der CDA sich leicht erholte. Übrig als relativ große Partei blieb die VVD, bis im Jahr 2023 die PVV die größte Fraktion in der Zweiten Kammer bildete.
In den Niederlanden ist es unüblich, von großen Koalitionen zu sprechen, da es traditionell drei größere Parteien oder Parteienblöcke gab, von denen je zwei stets in der Regierung vertreten waren (CDA, PvdA, VVD). Allenfalls unterschied man früher zwischen schmalen und breiten Kabinetten, wobei die letzteren deutlich mehr Parteien vertraten als rechnerisch für die absolute Mehrheit notwendig. Die katholisch-sozialdemokratischen Kabinette von 1948 bis 1958 nannte man „römisch-rot“ (nicht aber das von 1965/1966, trotz ähnlicher Grundlage); die beiden sozialdemokratisch-liberalen Kabinette (PvdA, VVD, D66) von 1994 bis 1998 hießen paars (lila).
| Amts- antritt | Minister (einschließlich Ministerpräsident) | Anzahl Minister | Ministerpräsident          |
| --- | ------------------------------------------- | --------------- | -------------------------- |
| 03.07.1946 | KVP 5, PvdA 5, parteilos 3                  | 13              | Louis Beel (KVP)           |
| 07.08.1948 | KVP 6, CHU 1, PvdA 5, VVD 1, parteilos 2    | 15              | Willem Drees (PvdA)        |
| 15.03.1951 | KVP 6, CHU 2, PvdA 5, VVD 1, parteilos 1    | 15              | Willem Drees (PvdA)        |
| 02.09.1952 | KVP 6, ARP 2, CHU 2, PvdA 5, parteilos 1    | 16              | Willem Drees (PvdA)        |
| 13.10.1956 | KVP 5, ARP 2, CHU 2, PvdA 5                 | 14              | Willem Drees (PvdA)        |
| 22.12.1958 | KVP 7, ARP 3, CHU 2                         | 12              | Louis Beel (KVP)           |
| 19.05.1959 | KVP 6, ARP 2, CHU 2, VVD 3                  | 13              | Jan de Quay (KVP)          |
| 24.07.1963 | KVP 6, ARP 2, CHU 2, VVD 3                  | 13              | Victor Marijnen (KVP)      |
| 14.04.1965 | KVP 6, ARP 3, PvdA 5                        | 14              | Jo Cals (KVP)              |
| 22.11.1966 | KVP 7, ARP 5                                | 12              | Jelle Zijlstra (ARP)       |
| 05.04.1967 | KVP 6, ARP 3, CHU 2, VVD 3                  | 14              | Piet de Jong (KVP)         |
| 06.07.1971 | KVP 6, ARP 3, CHU 2, VVD 3, DS’70 2         | 16              | Barend Biesheuvel (ARP)    |
| 09.08.1972 | KVP 6, ARP 3, CHU 3, VVD 3                  | 15              | Barend Biesheuvel (ARP)    |
| 11.05.1973 | KVP 4, ARP 2, PvdA 7, D66 1, PPR 2          | 16              | Joop den Uyl (PvdA)        |
| 19.12.1977 | CDA 10 (KVP 5, ARP 3, CHU 2), VVD 6         | 16              | Dries van Agt (CDA)        |
| 11.09.1981 | CDA 6, PvdA 6, D66 3                        | 15              | Dries van Agt (CDA)        |
| 29.05.1982 | CDA 9, D66 5                                | 14              | Dries van Agt (CDA)        |
| 04.11.1982 | CDA 8, VVD 6                                | 14              | Ruud Lubbers (CDA)         |
| 14.07.1986 | CDA 9, VVD 5                                | 14              | Ruud Lubbers (CDA)         |
| 07.11.1989 | CDA 7, PvdA 7                               | 14              | Ruud Lubbers (CDA)         |
| 22.08.1994 | PvdA 5, VVD 5, D66 4                        | 14              | Wim Kok (PvdA)             |
| 03.08.1998 | PvdA 6, VVD 6, D66 3                        | 15              | Wim Kok (PvdA)             |
| 22.07.2002 | CDA 6, VVD 4, LPF 4                         | 14              | Jan Peter Balkenende (CDA) |
| 16.10.2002 1 | CDA 6, VVD 4, LPF 2                         | 12              | Jan Peter Balkenende (CDA) |
| 27.05.2003 | CDA 8, VVD 6, D66 2                         | 16              | Jan Peter Balkenende (CDA) |
| 07.07.2006 | CDA 9, VVD 7                                | 16              | Jan Peter Balkenende (CDA) |
| 22.02.2007 | CDA 8, PvdA 6, CU 2                         | 16              | Jan Peter Balkenende (CDA) |
| 23.02.2010 2 | CDA 9, CU 3                                 | 12              | Jan Peter Balkenende (CDA) |
| 14.10.2010 | VVD 6, CDA 6                                | 12              | Mark Rutte (VVD)           |
| 05.11.2012 | VVD 7, PvdA 6                               | 13              | Mark Rutte (VVD)           |
| 26.10.2017 | VVD 6, CDA 4, D66 4, CU 2                   | 16              | Mark Rutte (VVD)           |
| 10.01.2022 | VVD 8, D66 6, CDA 4, CU 2                   | 20              | Mark Rutte (VVD)           |
| 02.07.2024 | PVV 5, VVD 4, NSC 4, BBB 2, parteilos 1     | 16              | Dick Schoof (parteilos)    |
| 19.06.2025 3 | VVD 5, NSC 5, BBB 3, parteilos 1            | 14              | Dick Schoof (parteilos)    |
| 1 Keine neue Regierung, zwei LPF-Minister ausgeschieden.2 Keine neue Regierung, Veränderung durch Ausscheiden der PvdA.3 Keine neue Regierung, Veränderung durch Ausscheiden der PVV. |                                             |                 |                            |

## Parlament

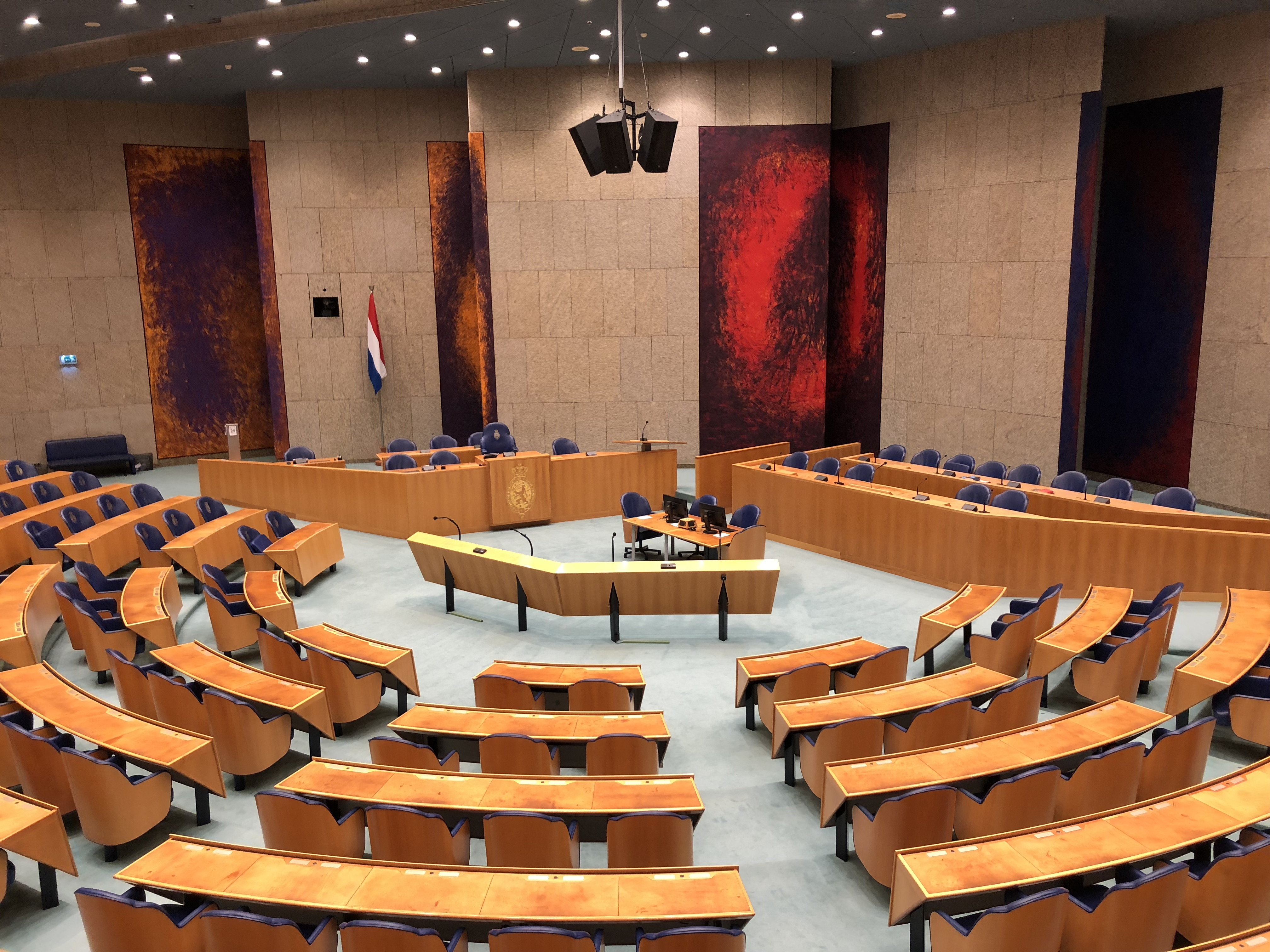
Zweite Kammer

Das Parlament (Staten-Generaal, Generalstaaten oder Generalstände) besteht aus zwei Kammern. Die Erste Kammer hat 75 Mitglieder. Sie werden von den Volksvertretungen der zwölf Provinzen (Provinciale Staten) gewählt. Die Zweite Kammer umfasst 150 Mitglieder und wird nach allgemeinem, gleichem, geheimem und direktem Wahlrecht gewählt; sie ist das eigentliche Parlament. Die Wahlperiode beider Kammern dauert im Normalfall vier Jahre, jedoch wird die Zweite Kammer des Öfteren vorzeitig aufgelöst. Das Recht dazu hat die Regierung. Mitglieder der Regierung und Staatssekretäre dürfen dem Parlament nicht angehören.
Alle Gesetze, völkerrechtliche Verträge und Kriegserklärungen bedürfen der Zustimmung beider Kammern. Gesetzentwürfe sind zuerst in der Zweiten Kammer zu beraten. Gesetzentwürfe können von der Regierung oder Mitgliedern der Zweiten Kammer eingebracht werden. Die Mitglieder der Ersten Kammer können dagegen weder Gesetzentwürfe einbringen noch Änderungsanträge stellen, sondern ein Gesetz nur unverändert annehmen oder verwerfen. Letzteres geschieht selten. Trotz theoretischer Gleichberechtigung ist die Zweite Kammer die wesentlich bedeutendere, die auch mehr Mitglieder hat und öfter tagt.
Da die Gesetzgebung immer eine Mehrheit in beiden Kammern erfordert, können theoretisch unterschiedliche politische Mehrheiten in beiden Kammern zu einer Blockade führen. Praktisch kam es bisher nicht dazu. Bis 2010 verfügte eine Regierung, die in der Zweiten Kammer über eine Mehrheit verfügte, fast immer auch in der Ersten Kammer über eine Mehrheit. Seither war dies meist nicht der Fall, die Oppositionsfraktionen stimmen aber in der Regel nicht geschlossen gegen die Regierung. Daher kommt es selten vor, dass wichtige Gesetze von der Ersten Kammer abgelehnt werden. Die Mitglieder der Ersten Kammer sind nebenberuflich als Parlamentarier tätig, die der Zweiten Kammer dagegen in aller Regel hauptberuflich und erhalten eine weit höhere Diät.
In wenigen Fällen entscheiden die beiden Kammern in gemeinsamer Sitzung, beispielsweise bei der alljährlichen Haushaltsdebatte namens Prinsjesdag, bei Zustimmung zu einer Heirat eines Mitglieds des Königshauses oder bei der Feststellung der Amtsunfähigkeit des Königs. Die Erste Kammer wird oft als Senaat bezeichnet; steht der Name Kamer allein, dann ist damit fast immer die Zweite Kammer gemeint. Entsprechend nennt man ein Mitglied der Ersten Kammer senator und eines der Zweiten kamerlid.

### Wahlen zur Zweiten Kammer

#### Listen

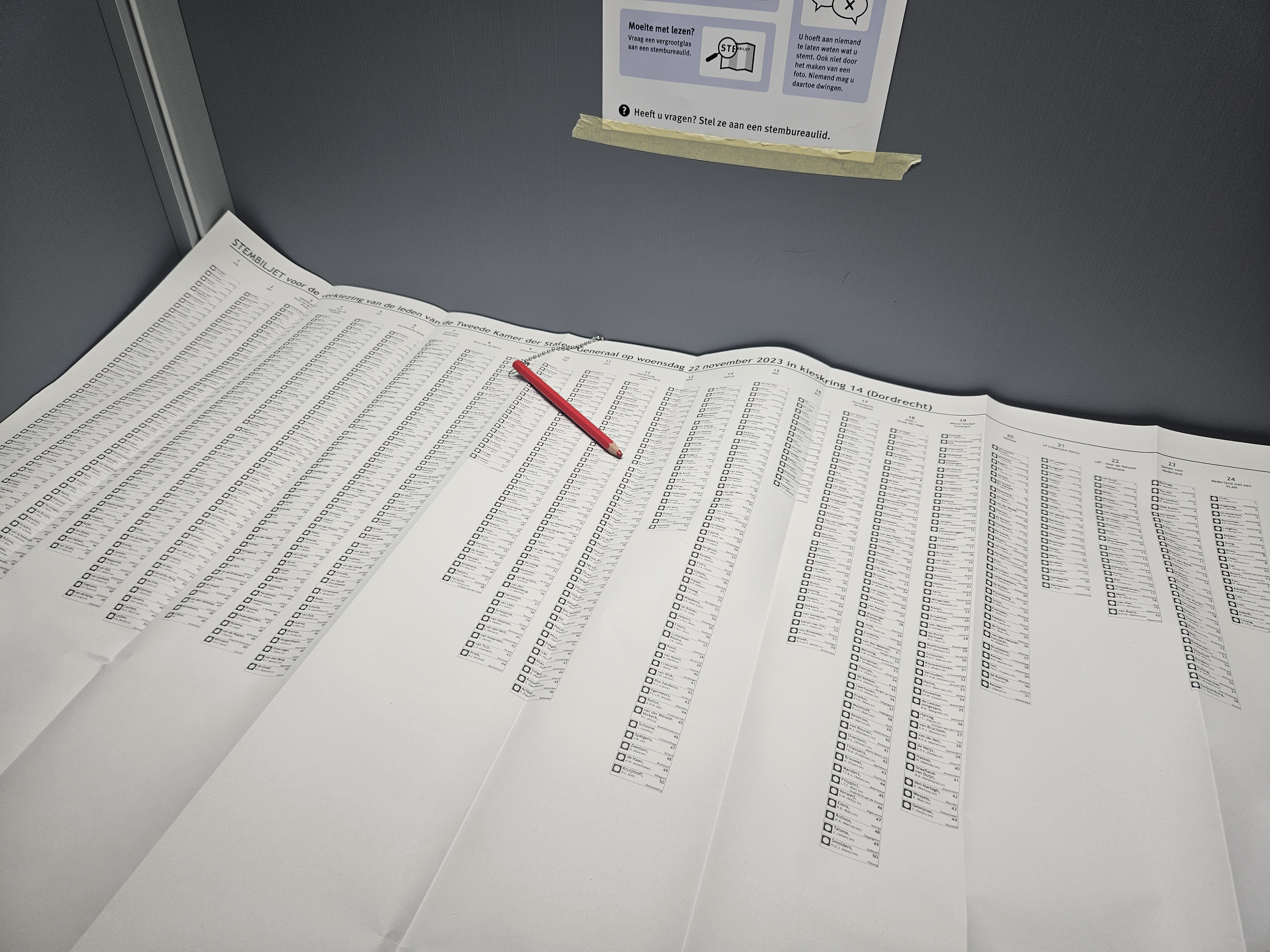
Typischer Stimmzettel in den Niederlanden, hier einer zur Kammerwahl 2023

Die Zweite Kammer wird nach dem Verhältniswahlrecht gewählt. Die Niederlande sind in 20 Wahlkreise eingeteilt, allerdings spielen diese kaum eine Rolle, denn meist tritt eine Partei mit jeweils derselben Liste an. Nur auf den Listen von größeren Parteien unterscheiden sich manchmal die hinteren Plätze nach Wahlkreis.
Sowohl politische Vereinigungen (Parteien) als auch Einzelpersonen dürfen Listen einreichen, letzteres ist allerdings selten. Parteien können nur dann unter ihrem Namen an der Wahl teilnehmen, wenn ihr Name in einem beim Wahlrat (Kiesraad, der zugleich auf nationaler Ebene als Wahlausschuss fungiert) geführten Register eingetragen ist. Dieses Register ist permanent; Parteien werden daraus aber gestrichen, wenn sie nicht an der letzten Wahl zur Zweiten Kammer teilgenommen haben. Einen Antrag auf Aufnahme ins Register können nur eingetragene (politische) Vereine stellen. Der Antrag muss spätestens am 86. Tag vor der Wahl eingereicht werden. Die Listen werden am 44. Tag vor der Wahl persönlich von Wahlberechtigten eingereicht. Parteien ermächtigen hierfür einen Wahlberechtigten, eine Liste unter ihrem Namen einzureichen.
Bis 2009 durfte jede Liste maximal 30 Kandidaten enthalten. Bei Parteien, die bei der vorherigen Wahl mehr als 15 Sitze erhalten hatten, durfte jede Liste doppelt so viele Kandidaten enthalten wie es zuvor Sitze gab, höchstens aber 80. Durch eine am 1. Januar 2010 in Kraft getretene Gesetzesänderung darf eine Liste jetzt 50 Kandidaten umfassen bzw. 80, wenn die Partei bei der vorangegangenen Wahl mehr als 15 Sitze erhalten hat. Für Listen, die nicht von Parteien eingereicht werden, die bei der letzten Wahl mindestens einen Sitz erhalten haben, ist dem Staat eine Kaution von 11.250 Euro zu zahlen; außerdem sind in jedem Wahlkreis 30 Unterstützerunterschriften erforderlich. Die Kaution wird zurückgezahlt, wenn die Liste (bzw. Listengruppe) landesweit mindestens 0,5 % der Stimmen erhält.
Von 1973 bis 2017 konnten Parteien mit einer oder mehreren anderen Parteien eine Listenverbindung (in der Begrifflichkeit des Wahlgesetzes hieß sie „Listenkombination“) eingehen. Diese Parteien wurden gegenüber den übrigen Parteien wie eine einzige Liste behandelt, was zu einem oder theoretisch auch mehreren zusätzlichen Sitzen für die beteiligten Parteien führen konnte.

#### Sitzverteilung

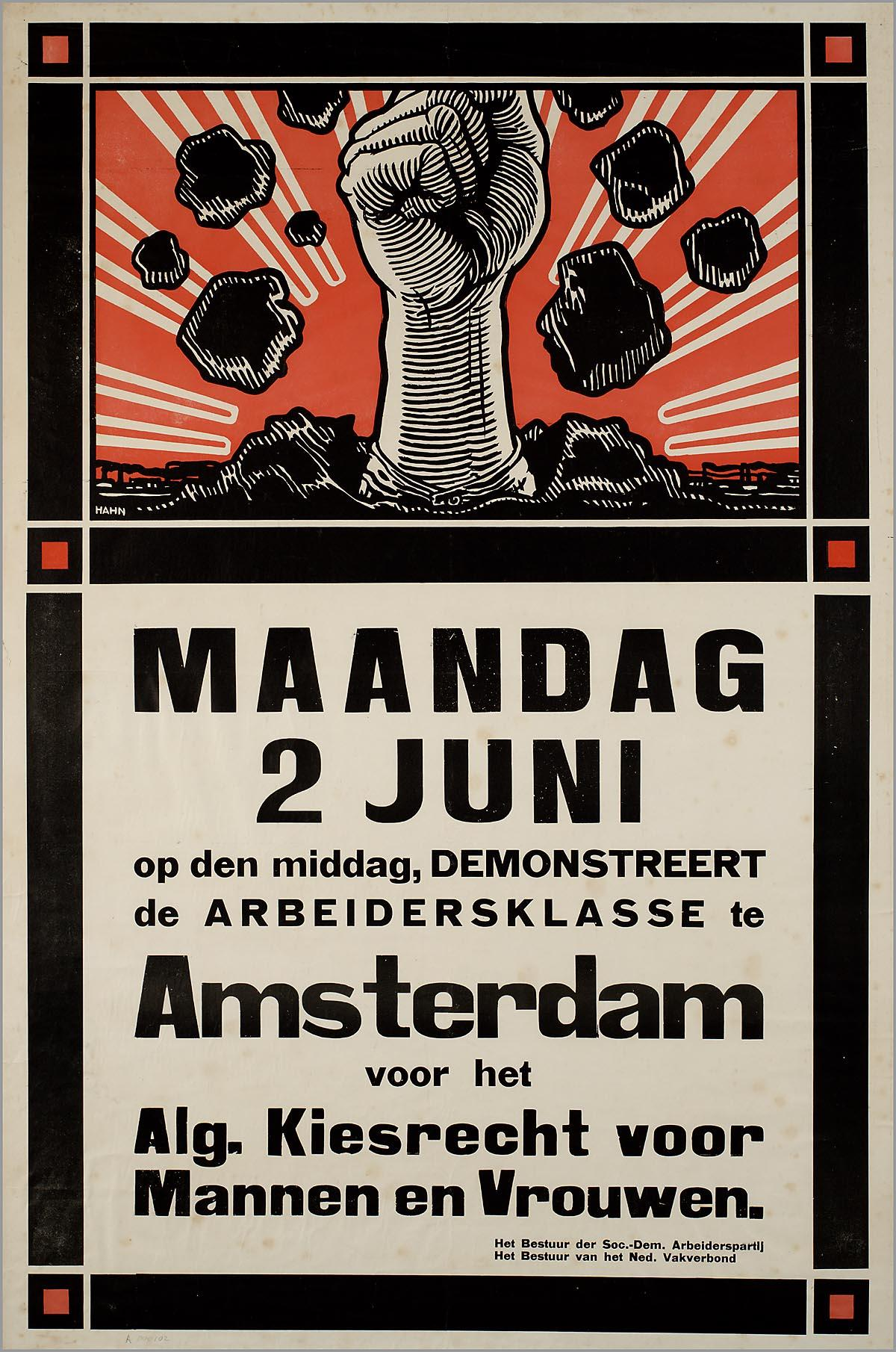
Plakat der Sozialdemokratie für das allgemeine Wahlrecht für Männer und Frauen, 1919

Bei der Wahl hat der Wähler eine Stimme. Diese gibt er genau genommen nicht einer Liste, sondern einem bestimmten Kandidaten auf der Liste. Die für den jeweiligen Kandidaten abgegebene Stimme heißt voorkeurstem (Vorzugsstimme) in Bezug auf diesen Kandidaten. Normalerweise erhält der Spitzenkandidat, der lijsttrekker, die allermeisten Vorzugsstimmen; ferner gibt es relativ viele Vorzugsstimmen für die erste Frau auf der Liste oder für Angehörige ethnischer Minderheiten. Manchmal findet man am Ende einer Liste einen prominenten Nichtpolitiker, beispielsweise einen Schriftsteller, der die Partei unterstützen möchte (lijstduwer). Dieser soll Stimmen von unentschlossenen Wählern anziehen.
Bei der Sitzverteilung gelten Listen aus verschiedenen Wahlkreisen zusammen als eine Liste, wenn sie entweder von derselben politischen Gruppierung eingereicht wurden oder sie denselben Spitzenkandidaten haben. Für die Verteilung der 150 Sitze wird zunächst die Wahlzahl ermittelt. Dazu teilt man die Zahl der gültigen Stimmen, die landesweit abgegeben wurden, durch die 150 Sitze; der Quotient ergibt den kiesdeler.
Jede Liste erhält so viele Sitze, wie sich bei Teilung ihrer landesweiten Stimmenzahl durch den kiesdeler, abgerundet zu einer ganzen Zahl, ergeben. Auf diese Weise können aber nie alle Sitze vergeben werden. Bei der Verteilung der noch nicht zugewiesenen Sitze (Restsitze) werden nur die Listen berücksichtigt, deren Stimmenzahl mindestens gleich dem kiesdeler ist. Es besteht damit eine Sperrklausel von einem 1/150 (entspricht ca. 0,67 %) der Stimmen. Die Restsitze werden verteilt, indem jeweils derjenigen Liste ein weiterer Sitz zugewiesen wird, die bei Zuweisung eines zusätzlichen Sitzes die größte durchschnittliche Stimmenzahl je Sitz hätte (entspricht dem D’Hondt-Verfahren). Bei diesem Verfahren galten die einer Listenkombination (zum 1. Dezember 2017 abgeschafft) angehörenden Listen als eine Liste. Listen, die außerhalb einer Listenkombination keinen Sitz bekommen hätten, wurden jedoch nicht als Teil der Listenkombination betrachtet. Die Verteilung der Sitze einer innerhalb der Listenverbindung erfolgte nach dem Hare/Niemeyer-Verfahren.

#### Vorzugsstimmen
Die auf die Liste entfallenen Sitze werden den Bewerbern der Liste mit den meisten Stimmen zugewiesen, hierbei werden aber nur Kandidaten berücksichtigt, deren Stimmenzahl mindestens ein Viertel (vor 1998: die Hälfte) des kiesdeler beträgt. Können so nicht alle Sitze besetzt werden, werden die verbleibendem Sitze den noch nicht gewählten Kandidaten gemäß der Reihenfolge in der Liste zugeteilt.
Ein Beispiel: Bei der Wahl 2003 gab es insgesamt 9.654.475 gültige Stimmen. Der kiesdeler lag also bei 64.363,1666… (9.654.475 geteilt durch 150 Sitze). Um ein Viertel des kiesdeler zu erreichen, waren folglich 16.091 Stimmen erforderlich (64.363,166… geteilt durch 4, aufgerundet zur nächstgrößeren ganzen Zahl). Die ChristenUnie erhielt 204.694 Stimmen, damit standen ihr drei Sitze zu. Nun erhielten zuerst diejenigen Kandidaten Sitze, die mindestens je 16.091 Vorzugsstimmen erhalten hatten.
| Listenplatz/Bewerber     | Vorzugsstimmen       | Viertel des kiesdeler | Gewählt |
| ------------------------ | -------------------- | --------------------- | ------- |
| 1. A. Rouvoet            | 157594               | x (Erster)            | x       |
| 2. A. Slob               | 10281                |                       | x       |
| 3. L.C. van Dijke        | 6034                 |                       |         |
| 4. J.C. Huizinga-Heringa | 19650                | x (Zweite)            | x       |
| 5. D.J. Stellingwerf     | 2053                 |                       |         |
| 6. R. Kuiper             | 470                  |                       |         |
| 7. R.J. Koppelaar        | 748                  |                       |         |
| 8. E. van der Sluis      | 508                  |                       |         |
| …                        | (alle übrigen <2000) |                       |         |

Die Kandidaten auf den Listenplätzen 1 und 4 hatten die Grenze 16.091 Stimmen überschritten und waren in der Reihenfolge ihrer Stimmenzahlen gewählt. Da der Liste noch ein weiterer Sitz zustand, ging dieser an den noch nicht gewählten Kandidaten mit dem höchsten Listenplatz, den Kandidaten auf Platz 2. In diesem Fall konnte die Kandidatin auf Platz 4 durch ihre Vorzugsstimmen die Reihenfolge auf der Liste durchbrechen und sie wurde anstatt des Kandidaten auf Platz 3 gewählt.
Sind die Listen einer Partei nicht in allen Wahlkreisen gleich, geschieht die Zuweisung der Sitze an die Bewerber wie folgt: Die Sitze der Partei insgesamt werden nach dem Hare/Niemeyer-Verfahren proportional auf die Listen in den einzelnen Wahlkreisen verteilt; exakt gleiche Listen in mehreren Wahlkreisen werden dabei wie eine Liste behandelt. Die Bewerber, die mindestens ein Viertel des kiesdeler erhalten haben, werden in der Reihenfolge ihrer Stimmenzahlen jeweils der Liste zugewiesen, auf der sie die meisten Stimmen erhalten haben (unter den Listen, auf denen noch Plätze frei sind). Noch nicht vergebene Sitze werden mit den verbleibenden Kandidaten in der Reihenfolge in den einzelnen Listen besetzt. Ist danach ein Kandidat auf mehr als einer Liste gewählt (was sehr oft vorkommt), werden alle mehrfach gewählten Kandidaten der Liste zugewiesen, auf der sie die meisten Stimmen bekamen (unter den Listen, auf denen sie gewählt waren). Dann werden die unbesetzten Plätze mit den verbleibenden Bewerbern in der Listenreihenfolge besetzt. Sind wieder Kandidaten mehrfach gewählt, wird die beschriebene Prozedur so oft wiederholt, bis alle Sitze einem Kandidaten zugewiesen sind.
In der Praxis der Wahlen zur Zweiten Kammer geschieht es recht häufig, dass Kandidaten ein Viertel des kiesdeler erreichen, aber selten wird dadurch jemand gewählt, der es ansonsten nicht geschafft hätte. Bei der Wahl 2006 hatten zwar insgesamt 27 Kandidaten ausreichend Vorzugsstimmen, aber 26 von ihnen wären aufgrund ihres Listenplatzes ohnehin Abgeordnete geworden. Von 1922 bis 1989 kamen nur drei Kandidaten allein über die Vorzugsstimme in die Kammer, wobei damals ein erheblich anderes Verfahren galt. 1994 wurde niemand nur durch Vorzugsstimmen gewählt, seither waren es bei den Wahlen mindestens ein und höchstens vier Bewerber (2002, 2006 und 2012 jeweils einer; 1998, 2003, 2010 und 2023 jeweils zwei; 2021 drei; 2017 vier).
Bei Gemeinderatswahlen hingegen hat ein beliebter Kandidat, der massiv für sich selbst wirbt, überaus gute Chancen, trotz eines schlechten Listenplatzes gewählt zu werden. Die Parteien tolerieren dies, solange ein Kandidat keinen Wahlkampf gegen Listenkollegen führt.

### Wahlen Erste Kammer
Die Erste Kammer wird von den statenleden gewählt, den Mitgliedern aller Provinciale Staten (der Provinzparlamente). Die Wahl findet knapp drei Monate nach der Neuwahl der Provinzparlamente statt, die gleichzeitig für vier Jahre gewählt werden. Dennoch gibt es keine feste Sitzzahl je Provinz. Für jede Provinz können die Parteien eine Liste einreichen, die von einem Mitglied des Provinzparlaments unterzeichnet sein muss. In der Praxis reichen die Parteien in jeder Provinz, in der sie im Provinzparlament vertreten sind, die gleiche Liste ein. Die Sitze werden sehr ähnlich der Wahl zur Zweiten Kammer nach landesweitem Proporz verteilt. Da die kleinen Provinzen im Verhältnis zur Bevölkerung eine höhere Anzahl an Mitgliedern in den Provinzparlamenten haben, werden die Stimmen mit einem Stimmwert gewichtet. Der Stimmwert bestimmt sich so, dass die Bevölkerungszahl der Provinz am 1. Januar des Wahljahres durch die hundertfache Anzahl der Sitze des Provinzparlaments geteilt und zur ganzen Zahl gerundet wird.
Für die Provinz Limburg beispielsweise ergab sich für die Wahl am 29. Mai 2007 danach bei 1.127.637 Einwohnern und 47 Sitzen ein Stimmwert von 1.127.637/(100 × 47) ≈ 239,92, gerundet 240. Die Stimmen für die einzelnen Parteien werden mit dem Stimmwert der jeweiligen Provinz multipliziert und im ganzen Land summiert. Die Sitzverteilung erfolgt aufgrund der gewichteten Stimmenzahlen nach fast dem gleichen Verfahren wie beim oben beschriebenen Verfahren für die Zweite Kammer. Allerdings werden bei der Vergabe der Restsitze auch die Parteien berücksichtigt, die weniger Stimmen erhalten haben als es dem kiesdeler entspricht. Um über Vorzugsstimmen gewählt zu werden, ist ferner statt 25 % des kiesdelers der volle kiesdeler erforderlich (bis einschließlich 2007: 50 %). Außerdem gibt es seit 2011 für die Wahl zur Ersten Kammer keine Möglichkeit zur Listenverbindung mehr.
Da die Mitglieder der Provinzparlamente fast immer nach Parteilinie wählen, ist das Ergebnis der Wahl recht vorhersehbar. Das Wahlverfahren in Verbindung mit der Praxis landesweit einheitlicher Listen trägt auch der Tatsache Rechnung, dass die Mitglieder der Ersten Kammer trotz ihrer Wahl durch die Provinzparlamente keine Vertreter der Provinzen sind. Ähnlich wie bei den Gemeinderatswahlen werden auch die Provinzwahlen stark von nationalen Themen bestimmt.
Seit 2017 können die niederländischen Einwohner der drei BES-Inseln jeweils am Tag der Provinzwahlen in den europäischen Niederlanden die Mitglieder eines Wahlkollegiums wählen, das an der Wahl der Ersten Kammer teilnimmt. Der Stimmwert ihrer Mitglieder wird berechnet, indem die Einwohnerzahl der Insel durch die Hundertfache Zahl der Mitglieder des Wahlkollegiums geteilt wird und das Ergebnis zur ganzen Zahl gerundet wird. Seit 2022 können auch die Auslandniederländer am Tag der Provinzwahlen ein Kollegium zur Teilnahme an der Wahl der Ersten Kammer wählen. Der Stimmwert der Mitglieder dieses Kollegiums wird nach dieser Formel berechnet: Zahl der zur Wahl registrierten Auslandsniederländer geteilt durch 100, multipliziert mit der Einwohnerzahl der Niederlande, geteilt durch die Zahl der Wahlberechtigten in den Niederlanden und das Ergebnis gerundet zur ganzen Zahl.

### Dualismus
In den Niederlanden gibt es eine bestimmte Verwendung des Begriffes Dualismus (niederländisch dualisme). Er rührt von der Vorstellung her, dass sowohl Regierung als auch Parlament am Gesetzgebungsprozess beteiligt sind, also zwei Organe. Dementsprechend dürfen Regierungsmitglieder nicht dem Parlament angehören. Im Gegensatz dazu gilt, dass beispielsweise die britischen Regierungsmitglieder dem House of Commons angehören müssen. Das ist aus niederländischer Sicht Monismus.
Wer mehr Dualismus einfordert, der wünscht sich, dass das Parlament unabhängiger gegenüber der Regierung auftritt. Die Koalitionsparteien sollen ebenso wie die Oppositionsparteien die Regierung kritisch kontrollieren.

## Parteien
Die Niederlande kennen keine umfassende gesetzliche Regelung über Parteien, wie es sie in Deutschland mit dem Parteiengesetz gibt. Ein Gesetz speziell für Parteien hat man erst seit 1997 mit dem Gesetz zur Subventionierung politischer Parteien beschlossen. Es definiert als Partei eine politische Vereinigung, die für die Wahl zur Zweiten Kammer im vom Wahlrat geführten Register aufgenommen wurde. Eine Partei mit weniger als 1000 Mitgliedern erhält jedoch grundsätzlich keine Staatssubvention, dafür ist sie allerdings auch nicht verpflichtet, die Herkunft ihrer Mittel wie zum Beispiel Spenden offenzulegen. Die Staatssubvention sieht so aus, dass eine Partei pro Mitglied einen bestimmten Betrag erhält. In Wahljahren ist dieser Betrag höher.
In einer niederländischen Partei ist der Parteivorsitzende verantwortlich für das Funktionieren des Parteiapparats, er ist vergleichsweise wenig prominent. Der politische Führer (oder Parteiführer, politieke leider oder partijleider) wird gesondert gewählt und ist Spitzenkandidat bei Wahlen, also lijsttrekker.
Bei der Wahl 2023 erhielten folgenden Parteien Sitze in der Zweiten Kammer:
- Volkspartei für Freiheit und Demokratie (VVD) (rechtsliberal)
- Partei der Arbeit (PvdA) (sozialdemokratisch)
- Partei für die Freiheit (PVV) (rechtspopulistisch)
- Nieuw Sociaal Contract (NSC)
- Sozialistische Partei (SP) (demokratisch sozialistisch)
- Christlich-Demokratischer Appell (CDA) (christdemokratisch)
- Demokraten 66 (D66) (sozialliberal)
- Christen-Union (CU) (calvinistisch-sozial)
- Grüne Linke (GL) (ökologisch und sozialistisch)
- Reformierte Politische Partei (SGP) (calvinistisch-konservativ)
- Partei für die Tiere (PvdD) (Partei für Tierrechte)
- Forum voor Democratie (FVD) (rechtspopulistisch)
- Volt Nederland (pro-europäisch, sozialliberal)
- JA21 (konservativ)
- BoerBurgerBeweging (BBB) (Interessenvertretung der Landbevölkerung)
- DENK (getragen von Niederländern mit türkischen Wurzeln)

Ferner gibt es in der Ersten Kammer die Onafhankelijke Politiek Nederland (OPNL): Es handelt sich um einen einzigen Abgeordneten, der vor allem kleinere Gruppierungen vertritt, die nur auf Provinzebene arbeiten. Bei der PVV handelt es sich nicht um eine Partei im eigentlichen Sinne, sie hat nur ein einziges Mitglied, nämlich Geert Wilders.

## Verfassungsänderungen
Das Verfahren für eine Verfassungsänderung ist langwierig. Zunächst wird ein Gesetz verabschiedet, mit dem erklärt wird, eine Verfassungsänderung in Erwägung zu ziehen, die in diesem Gesetz ausformuliert wird. Wie bei gewöhnlichen Gesetzen reicht zur Annahme die einfache Mehrheit in beiden Kammern. Danach wird die Zweite Kammer aufgelöst. In der Praxis wird die Zweite Kammer aber nicht eigens hierfür aufgelöst, sondern man wartet, bis entweder eine reguläre Wahl ansteht oder die Kammer wegen einer Regierungskrise aufgelöst wird. Im Wahlkampf vor Parlamentswahlen spielen geplante Verfassungsänderungen praktisch keine Rolle. Nach der Neuwahl der Zweiten Kammer wird über die Verfassungsänderung erneut beraten, nun ist zur Annahme in beiden Kammern die Mehrheit von zwei Dritteln der abgegebenen Stimmen erforderlich. Der Entwurf darf nach der Neuwahl nicht verändert werden, wohl aber von der Zweiten Kammer in mehrere Gesetzentwürfe aufgeteilt werden.

## Direkte Demokratie
Direkte Demokratie sieht die Verfassung in keiner Form vor. 1999 scheiterte eine Verfassungsänderung, nach der 600.000 Bürger ein rechtlich bindendes Referendum gegen die meisten vom Parlament verabschiedeten Gesetze hätten verlangen können, weil die erforderliche Zweidrittelmehrheit in der Ersten Kammer um eine Stimme verfehlt wurde. Die rechtlich nicht bindende Abstimmung über die EU-Verfassung am 1. Juni 2005 (61,6 % stimmten dagegen) war die erste Volksabstimmung, die seit dem Inkrafttreten der Verfassung von 1815 jemals auf nationaler Ebene stattfand. Sporadisch haben auch einzelne Gemeinden rechtlich unverbindliche Volksabstimmungen abgehalten.
Nach einem am 1. Juli 2015 in Kraft getretenen und 2018 aufgehobenem Gesetz wurde ein nicht bindendes, suspensives Referendum über ein bereits verabschiedetes, jedoch nicht in Kraft getretenes Gesetz durchgeführt, wenn 300.000 Bürger dies verlangten. Hiervon ausgenommen waren (wie bereits bei der gescheiterten Verfassungsänderung) Gesetze über das Königshaus und den Haushalt sowie Gesetze, die ausschließlich die Umsetzung völkerrechtlicher Verträge beinhalteten. Das Referendum war nur bei einer Wahlbeteiligung von mindestens 30 % gültig. Wurde ein Gesetz in einem gültigen Referendum mehrheitlich abgelehnt, trat es zunächst nicht in Kraft. In diesem Fall musste der Gesetzgeber ein neues Gesetz erlassen, um es entweder aufzuheben oder ein Inkrafttreten zu erzwingen. Bei Dringlichkeit war es möglich, ein Gesetz vor einem möglichen Referendum in Kraft treten zu lassen. Das erste Referendum, das mittels dieses Gesetzes erzwungen wurde, war das Referendum über das Assoziierungsabkommen zwischen der Europäischen Union und der Ukraine, das am 6. April 2016 stattfand (61 % stimmten dagegen). Am 21. März 2018 fand das zweite und letzte suspensive Referendum statt, bei dem eine knappe Mehrheit gegen ein Gesetz über mehr Befugnisse für Sicherheitsdienste stimmte. Die Regierung kündigte an, das Gesetz in leicht veränderter Form in Kraft zu setzen.
Die Abschaffung des suspensiven Referendums trat am 12. Juli 2018 in Kraft. Das Aufhebungsgesetz schloss aus, dass über die Abschaffung des Referendums ein Referendum stattfinden konnte.

## Provinz- und Kommunalpolitik
Die Niederlande sind zentralistisch organisiert. Der Staatsaufbau ist dreistufig: Zentralstaat – Provinzen – Gemeinden. Die subnationalen Ebenen erhalten ihre Finanzmittel größtenteils vom Zentralstaat; ein zentraler Fonds für die Provinzen bzw. einer für die Gemeinden verteilt das Geld anhand von Kriterien wie der Einwohnerzahl, der Verstädterung und Risikofaktoren. Eigene Einnahmen wie ein Zuschlag auf die Kraftfahrzeugsteuer (Provinzen) oder eine Immobiliensteuer (Gemeinden) spielen nur eine geringe Rolle. Auch ansonsten können Provinzen und Gemeinden eher wenig selbst bestimmen, um zum Beispiel Unternehmen anzulocken oder eigene politische Schwerpunkte festzulegen.
Die Regierung kann Beschlüsse der Provinzen und Gemeinden aufheben, was aber selten geschieht. Im finanziellen Notfall wird eine Gemeinde unter Kuratel der betreffenden Provinz gestellt. Dann entscheidet letztlich die Provinz über den Haushalt der Gemeinde. Auch dies ist selten.

### Provinzen

Die zwölf Provinzen der Niederlande.

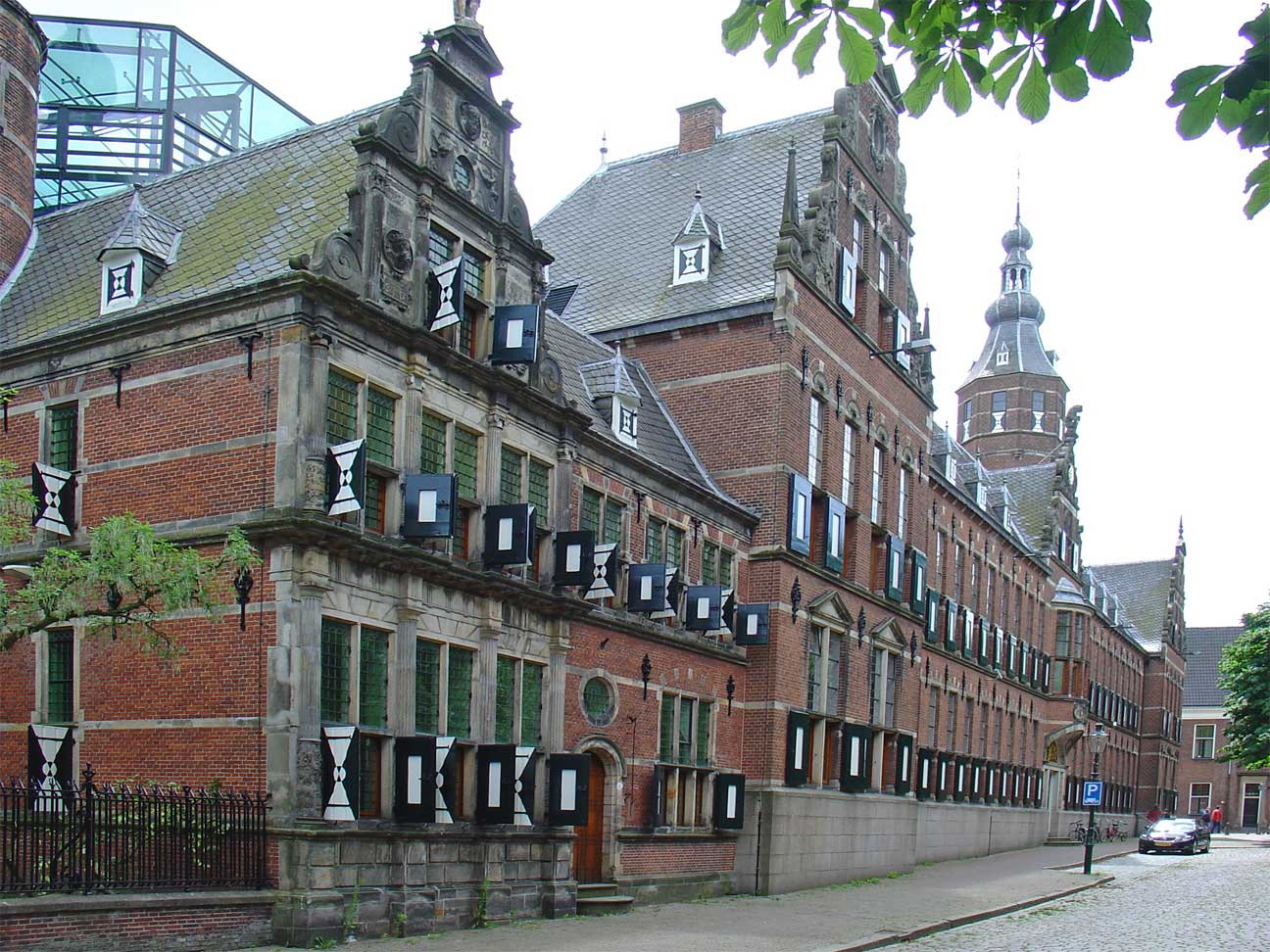
Provinciehuis von Groningen (in der Hauptstadt der gleichnamigen Provinz)

Die Einteilung des Landes in Provinzen ist durch einfaches Gesetz geregelt und entsprechend können Provinzen durch einfaches Gesetz gebildet oder aufgelöst werden. Die althergebrachte Provinzeinteilung wurde jedoch seit 1815 nur zweimal nennenswert geändert und zwar 1840 mit der Teilung der Provinz Holland in Noord- und Zuid-Holland und 1986 mit der Bildung der Provinz Flevoland. Damit gibt es heutzutage zwölf Provinzen. Die Provinzen haben relativ geringe Befugnisse und sind nicht mit deutschen oder österreichischen Bundesländern zu vergleichen. Zuständig sind sie unter anderem für Raumplanung, öffentlichen Personennahverkehr, Naturschutz und Rechtsaufsicht für die Gemeindefinanzen.
Direkt von den Bürgern gewähltes Organ der Provinzen ist das Provinzparlament (Provinciale Staten, wörtlich Provinzialstände), die derzeit zwischen 39 und 55 Mitglieder haben, die ehrenamtlich tätig sind. Das Wahlverfahren ist fast identisch mit dem zur Zweiten Kammer. Im Wesentlichen sind auf Provinzebene dieselben politischen Kräfte vertreten wie auf nationaler Ebene. Manchmal gibt es dort regionale Gruppierungen, die aber (außer in Friesland) keine große Rolle spielen.
An der Spitze der Provinzverwaltung stehen die Gedeputeerde Staten, bestehend aus dem vom Innenminister auf sechs Jahre ernannten Kommissar des Königs (Commissaris van de Koning) und drei bis sieben Deputierten, die vom Provinzparlament mit absoluter Mehrheit der gültigen Stimmen geheim gewählt werden. Die Amtszeit der Deputierten endet in jedem Fall mit dem Ende der Wahlperiode der Provinzialstaten, sie können aber auch vom Provinzparlament abgewählt werden. Der Kommissar des Königs kann vom Innenminister jederzeit entlassen werden. Das Provinzparlament kann dem Innenminister die Entlassung des Kommissars vorschlagen. Bis 2003 wählte das Provinzparlament die Deputierten aus seiner Mitte, seitdem dürfen Deputierte nicht mehr dem Provinzparlament angehören. Soweit Befugnisse nicht dem Kommissar allein übertragen sind (zum Beispiel beim Katastrophenschutz) entscheiden die Gedeputeerde Staten mit Stimmenmehrheit, bei zweimaliger Stimmengleichheit gibt die Stimme des Kommissars den Ausschlag.
Die Politik auf Provinzebene ist stärker konsensorientiert als die nationale Politik. Oft sind mehr Parteien in den Gedeputeerde Staten vertreten als zum Erreichen der absoluten Mehrheit in den Provinzialstaten erforderlich sind, aber auch Koalitionen mit knapper Mehrheit kommen vor.

### Gemeinden

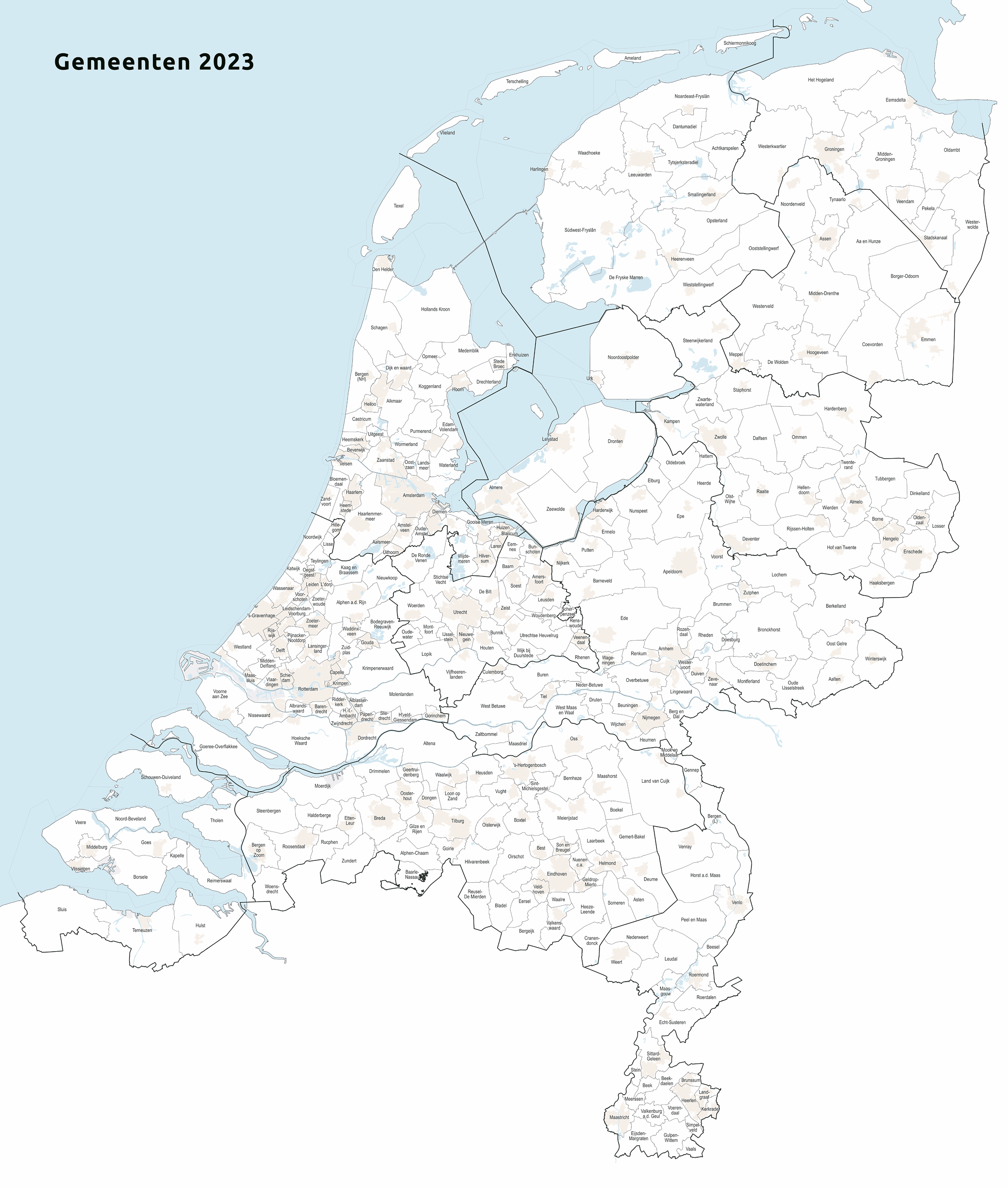
Die niederländischen Gemeinden, 2023

Alle Gemeinden haben unabhängig von der Größe die gleichen Befugnisse. Auch deshalb drängt die Regierung auf die Auflösung kleinerer Gemeinden. Durch teils freiwillige, teils erzwungene Fusionen sinkt die Zahl der Gemeinden kontinuierlich. 1996 gab es 642 Gemeinden, am 1. Januar 2023 waren es noch 342. In Amsterdam und Rotterdam bestanden bis März 2014 deelgemeenten, also Stadtteile mit je eigener Volksvertretung.
Oberstes Organ der Gemeinde ist der Gemeinderat. Der Rat wird auf vier Jahre von den volljährigen Bürgern in der Gemeinde nach Verhältniswahl gewählt. Wahlberechtigt sind auch EU-Ausländer und weitere Ausländer, die sich seit mindestens fünf Jahren ununterbrochen rechtmäßig in den Niederlanden aufhalten. Die Anzahl der Ratsmitglieder (raadsleden) liegt je nach Gemeindegröße zwischen 9 (bis 3.000 Einwohner) und 45 (über 200.000 Einwohner). Der Rat trifft alle Entscheidungen, die nicht durch Gesetz dem college van burgemeester en wethouders (Gemeinderegierung, Magistrat) oder dem Bürgermeister vorbehalten sind.
Das Verfahren der Sitzverteilung für die Räte in Gemeinden ab 20.000 Einwohnern ist fast identisch mit dem zur Zweiten Kammer, jedoch sind Gemeinden nie in Wahlkreise unterteilt; eine Sperrklausel besteht nicht. Bei Gemeinderäten mit weniger als 19 Mitgliedern (Gemeinden unter 20.000 Einwohner) werden die Sitze statt nach dem d’hondtschen Höchstzahlverfahren nach dem Hare/Niemeyer-Verfahren verteilt mit der Sonderregelung, dass Gruppierungen, die weniger als 75 % des kiesdelers bekommen, keinen Sitz erhalten. Die Hürde für die Durchbrechung der Listenreihenfolge beträgt 50 statt 25 % des kiesdelers. Im Gegensatz zu Wahlen zur Zweiten Kammer werden bei Gemeinderatswahlen häufiger Kandidaten nur dank Präferenzstimmen gewählt. Lokale Gruppierungen spielen bei Kommunalwahlen eine große Rolle, wobei deren Bedeutung in kleineren Gemeinden am größten ist.

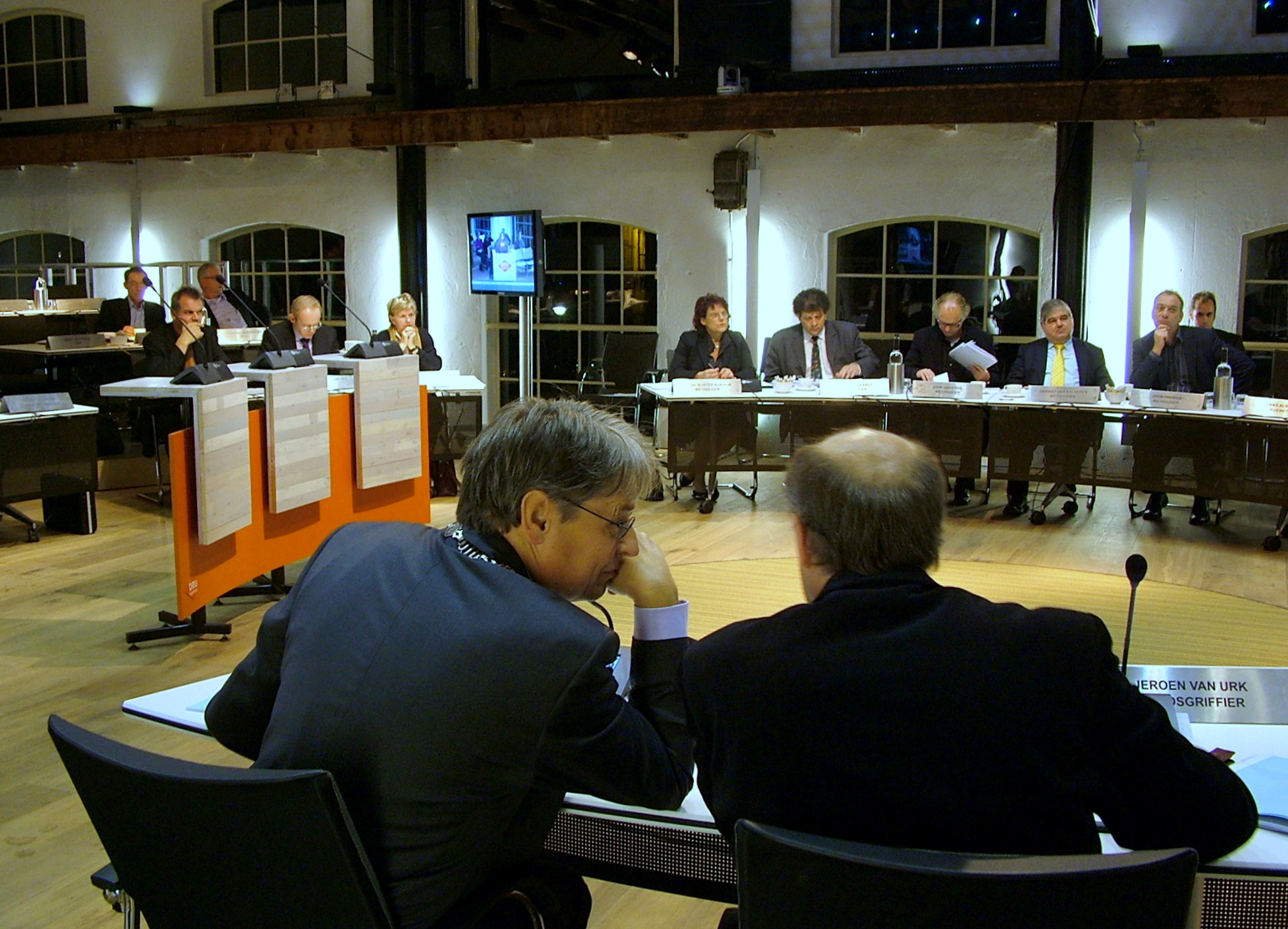
Gemeinderatssitzung in Oude IJsselstreek. Vorn links Bürgermeister Hans Alberse als Vorsitzender des Gemeinderates. Im Hintergrund rechts sitzen seine Kollegen, die wethouders. Ganz rechts dort wurde ein Stuhl für Alberse als Mitglied des college van burgemeester en wethouders freigelassen. Stellt der Gemeinderat Fragen an Bürgermeister Alberse in dessen Eigenschaft als Mitglied des college, so begibt Alberse sich auf diesen Stuhl, und ein Mitglied des Gemeinderats leitet als stellvertretender Vorsitzender die Gemeinderatssitzung.

Der Bürgermeister (burgemeester) wird auf Vorschlag des Innenministers durch königlichen Beschluss auf sechs Jahre ernannt. Nach Ablauf ist erneute Ernennung möglich. Dem Vorschlag des Ministers geht ein Vorschlag des Gemeinderates unter Mitwirkung des Kommissars des Königs voraus, an diesen Vorschlag ist der Innenminister in der Regel gebunden. Der Bürgermeister kann durch königlichen Beschluss auf Vorschlag des Innenministers jederzeit entlassen werden. Der Rat kann dem Innenminister die Entlassung des Bürgermeisters vorschlagen. Es kam aber auch schon vor, dass ein Bürgermeister von sich aus zurücktrat, nachdem der Rat ihm das Misstrauen ausgesprochen hatte, so z. B. im Januar 2010 in Maastricht.
Die Geschäfte der Gemeinde werden größtenteils vom Magistrat geführt, der aus dem Bürgermeister und Beigeordneten besteht. Im Niederländischen spricht man vom College van burgemeester en wethouders (kurz college oder B en W). Das Wort wethouder wird im Deutschen mit Beigeordnete übersetzt, gemeint ist ein Magistratsmitglied mit Aufgaben, die ihm bei der Koalitionsbildung zugewiesen worden sind, wie Kultur oder Soziales.
Nur wenn dem Bürgermeister durch Gesetz bestimmte Aufgaben zugewiesen werden, entscheidet er eigenständig, dies betrifft im Wesentlichen die Vertretung der Gemeinde nach außen und Befugnisse zur Aufrechterhaltung der öffentlichen Ordnung. Ansonsten hat der Bürgermeister vor allem Koordinationsfunktion als Vorsitzender des Magistrats, er ist aber kein Vorgesetzter der Beigeordneten. Der Magistrat entscheidet mit Stimmenmehrheit, bei zweimaliger Stimmengleichheit entscheidet die Stimme des Bürgermeisters.
Die wethouders werden vom Rat in geheimer Wahl mit absoluter Mehrheit der gültigen Stimmen gewählt. Bis 2002 mussten die wethouders dem Rat angehören, seither dürfen sie nicht mehr Mitglieder des Rates sein. Ihre Amtszeit endet mit dem Ende der Wahlperiode des Rates. Wethouders können vom Rat abgewählt werden.
Die Zahl der wethouders beträgt mindestens zwei und höchstens ein Fünftel der Zahl der Mitglieder des Rates, gerundet zur nächsten ganzen Zahl. Gibt es in Teilzeit tätige Beigeordnete, liegt die Höchstzahl bei einem Viertel der Ratsmitglieder.
Ähnlich wie auf Provinzebene gibt es auf Gemeindeebene sowohl Koalitionen mit knapper Mehrheit als auch breite Koalitionen mit mehr Partnern als zur Mehrheit im Rat erforderlich. Die oft große Zersplitterung kann dazu führen, dass auch ideologisch weit auseinanderliegende Parteien gleichzeitig im Magistrat vertreten sind, zum Beispiel VVD und SP.
Zu Bürgermeistern werden häufiger ehemalige Minister und auch Mitglieder der Zweiten Kammer ernannt. Umgekehrt kann eine Tätigkeit als wethouder in einer größeren Stadt Sprungbrett in die nationale Politik sein, Beispiele sind die ehemaligen Ministerpräsidenten Willem Drees und Joop den Uyl.

### BES-Inseln
Die Niederlande und drei karibische Inseln sind jeweils ein Land des Königreichs. Drei weitere karibische Inseln haben einen anderen Status. Seit dem 10. Oktober 2010 kennt man sie als Besondere Gemeinden der (europäischen) Niederlande. Sie werden auch BES-Inseln (BES-eilanden, wegen der Anfangsbuchstaben) genannt: Bonaire, Sint Eustatius und Saba. Zusammen leben dort knapp 20.000 Einwohner. Sie gelten also als Teil der Niederlande, nicht aber der Europäischen Union. Dort ist auch nicht der Euro, sondern der US-Dollar offizielles Zahlungsmittel.
Jede der drei Inseln bildet eine öffentliche Körperschaft (openbaar lichaam), für die grundsätzlich dieselben Regelungen gelten wie für die übrigen niederländischen Gemeinden. Durch Gesetz kann es abweichende Regelungen geben. Schrittweise wird auf den BES-Inseln das niederländische Recht eingeführt.
Die Inseln gehören keiner Provinz an, an die Stelle des Kommissars des Königs tritt ein gemeinsamer Reichsvertreter (Rijksvertegenwoordiger voor de openbare lichamen Bonaire, Sint Eustatius en Saba). Die dort lebenden Niederländer sind künftig uneingeschränkt aktiv und passiv wahlberechtigt für die Wahl zur Zweiten Kammer, nachdem bisher nur solche dort lebende Niederländer hierfür wahlberechtigt waren, die mindestens 10 Jahre ihren Wohnsitz in den Niederlanden hatten oder im niederländischen öffentlichen Dienst arbeiteten.

## Justiz
Die Niederlande gehören zum kontinentaleuropäischen Rechtskreis. Das niederländische Recht war stark vom französischen beeinflusst. Im 20. Jahrhundert näherten sich die Niederlande teilweise dem deutschen an und kamen teilweise zu eigenen Lösungen. Auf diese Weise haben die Niederlande ein römisch-germanisches Recht erhalten.
Unterste Stufe der Rechtsprechung und zumeist erste Instanz bilden 11 rechtbanken (deutschen Amtsgerichten vergleichbar), die in ihren recht großen Einzugsbereichen meist mehrere Sitzungsorte haben. In Straf- und Steuersachen sowie in Rechtsstreitigkeiten auf dem Gebiet des bürgerlichen Rechts kann gegen ihre Urteile Berufung bei einem der vier gerechtshoven (Einzahl: gerechtshof) eingelegt werden. Gegen Entscheidungen der gerechtshoven ist Kassation (entspricht der deutschen Revision) beim Hohen Rat möglich. Berufungsinstanz auf dem Gebiet des Verwaltungsrechts, selten auch erste Instanz, ist entweder der Centrale Raad van Beroep (Sozial- und Beamtenrecht), das College van Beroep voor het bedrijfsleven (Wirtschaftsverwaltungsrecht) oder der Raad van State (übriges Verwaltungsrecht); gegen Urteile dieser Gerichte gibt es keine Rechtsmittel.
Eine Verfassungsgerichtsbarkeit existiert nicht. Artikel 120 der Verfassung verbietet es Richtern sogar ausdrücklich, Gesetze auf ihre Verfassungsmäßigkeit zu prüfen. Grund dafür ist der Gedanke der Gewaltenteilung. In der Rechtsprechung gibt es keinerlei Mitwirkung durch ehrenamtliche Richter.
Die Staatsanwaltschaften verfahren nach dem Opportunitätsprinzip und müssen Straftaten nicht unbedingt verfolgen, wenn sie davon Kenntnis erlangen, während eine deutsche Staatsanwaltschaft dies normalerweise tun muss. Politisch ist das bedeutsam für die Drogenpolitik. Der Besitz kleiner Mengen Drogen für den eigenen Konsum wird in aller Regel nicht verfolgt, obwohl er strafbar ist. Das Opportunitätsprinzip ermöglicht eine pragmatische und flexible Gesetzeshandhabung, kann aber zu Widersprüchen führen. So wird der Verkauf „weicher“ Drogen in Coffeeshops (und nur dort) geduldet, sofern sie eine Reihe von Bedingungen erfüllen. Diese Coffeeshops können aber eigentlich nicht an die verkauften Drogen gelangen, da weder ihr Anbau zu gewerblichen Zwecken noch die Einfuhr legal ist oder geduldet wird.

## Gesellschaftspolitik

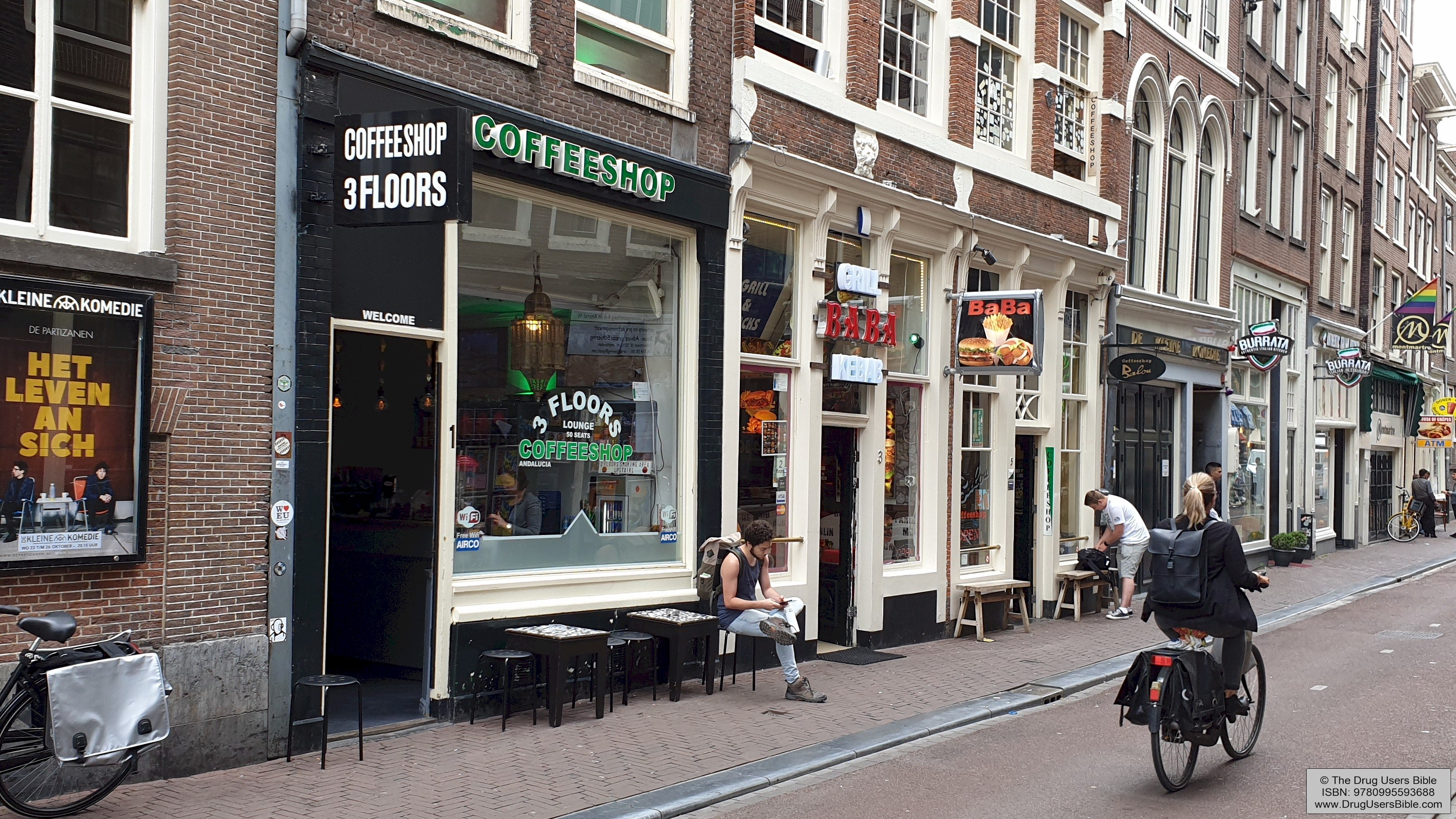
Coffeeshop in Amsterdam

In den 1980er-Jahren wurde eine permissive Politik eingeführt, die auf dem Prinzip des gedogens (Duldens) beruht: Etwas, das prinzipiell nicht unbedingt befürwortet wird, wird dennoch toleriert, da eine restriktive Politik schlimmere Folgen hätte. Bekannte Beispiele sind die Prostitution und der Drogenkonsum. Dennoch ist auch in den Niederlanden nicht alles erlaubt, und es gibt durchaus eine heftige Diskussion über die Coffeeshops, in denen „weiche Drogen“ quasi-legal verkauft und konsumiert werden können. Die Niederlande waren ferner der erste Staat, der die gleichgeschlechtliche Ehe (homohuwelijk) ermöglicht hat. Ein weiterer Punkt in diesem Zusammenhang ist die Tolerierung der aktiven Sterbehilfe (euthanasie), die vor allem von den beiden strengreligiösen Parteien kritisiert wird.
Zum gedogen gehörte auch die Ausländerpolitik, die unter dem Motto stand: Integration unter Beibehaltung der eigenen Kultur. Diese Politik ist Ende der 1990er-Jahre wieder stark kritisiert worden, nicht nur von Politikern der Rechten. Bereits 2000 warnte der sozialdemokratische Professor Paul Scheffer vor einem „multikulturellen Drama“, das die größte Bedrohung des gesellschaftlichen Friedens sei.
Internationale Aufmerksamkeit erhielt der Fall Pim Fortuyn: Der Rechtspopulist hatte in den Umfragen zur Parlamentswahl 2002 große Stimmengewinne vorhergesagt bekommen, und tatsächlich wurde seine Partei – trotz der Ermordung Fortuyns kurz zuvor – aus dem Stand heraus zweitgrößte Kraft im Parlament. Am 2. November 2004 wurde auch der Filmemacher Theo van Gogh ermordet. Fortuyn und van Gogh hatten gemein, dass sie nicht zuletzt durch Kritik am Islam bekannt wurden, dass sie aber beide nicht dem traditionellen Rechtsextremismus zugeordnet werden konnten.
Als Folge des Mordes an van Gogh wurden Brandanschläge auf Moscheen verübt, und es kam zu Hassbekundungen insbesondere gegen Ausländer muslimischer Religion, aber auch zu Übergriffen auf Kirchen. Die Vorfälle lösten heftige Diskussionen über die Integration von Ausländern und über das Zusammenleben verschiedener Kulturen und Religionen aus. Große Bevölkerungsteile fordern seither eine rigorose Politik gegen gewalttätige Einwanderer und eine Änderung der als zu liberal empfundenen Einwanderungsgesetze. Mehrere Politiker stehen seither unter Polizeischutz, da sie weiterhin von radikalen Islamisten bedroht werden.
Seit dem 15. März 2006 müssen Personen, die in die Niederlande einwandern wollen, einen Test absolvieren. Der Test enthält Fragen über Sprachkenntnisse, Kultur und einige weitere Themen. Zudem wurde das Mindesteinwanderungsalter auf 21 Jahre angehoben.

## Politische Stabilität
Die niederländische Demokratie gilt international als sehr stabil, auch in Krisenzeiten wie den 1930er-Jahren. Zwar gibt es viele Parteien im Parlament, doch ist dauerhaft nur eine kleine Gruppe von Parteien relevant für die Regierungsbildung. An der Stabilität tut auch die häufige Parlamentsauflösung mit anschließenden Neuwahlen keinen Abbruch.
Eine Studie hat eine große Zufriedenheit der Bevölkerung mit der Politik festgestellt; dies im Gegensatz zu einer in der Presse oft wiedergegebenen allgemeinen Wahrnehmung. So fanden die Forscher heraus, dass beispielsweise junge Menschen zwar wenig Interesse für Politik aufbringen, aber nicht misstrauischer, sondern weniger misstrauisch sind als Ältere. Es konnte auch nicht bestätigt werden, dass die Unzufriedenheit der Bildungsfernen immer größer werde. Das Abnehmen des Vertrauens in besonderen Situationen, wie am Ende der Sechziger oder um die Zeit von Pim Fortuyn, ging bald wieder zurück.
86 Prozent der Niederländer sind stolz auf ihr Land, 93 Prozent finden das System der proportionalen Repräsentation am besten, 77 Prozent ist mit dem Funktionieren der Demokratie zufrieden. Auch ist das Vertrauen, im Vergleich zu anderen europäischen Ländern, in das Parlament, die Parteien, die Politiker und sogar in die Regierung hoch.